# Charlayne Woodard
Charlayne Woodard (/ˈwʊdɑːrd/ⓘ; Albany (New York), 29 december 1953) is een Amerikaanse actrice en toneelschrijfster.

## Biografie
Woodard heeft het acteren geleerd op de dramaschool aan de DePaul University in Chicago. Woodard is ook actief als toneelschrijfster. Zij heeft tot op heden vier toneelstukken geschreven, namelijk Pretty Fire, Neat, In Real Life en Flight.
Woodard is vanaf 1991 getrouwd.

## Filmografie

### Films
- 2019 Glass - als mrs. Price
- 2013 Things Never Said – als Charlotte
- 2006 Southern Comfort – als rechercheur
- 2005 Lackawanna Blues – als vrouw van Bill
- 2003 D.C. Sniper: 23 Days of Fear – als Mildred Muhammed
- 2002 Sunshine State – als Loretta
- 2000 Unbreakable – als moeder van Elijah
- 2000 The Million Dollar Hotel – als Jean Swift
- 1998 Around the Fire – als Kate
- 1997 Touched by Evil – als rechercheur Duvall
- 1996 The Crucible – als Tituba
- 1996 Run for the Dream: The Gail Devers Story – als Gail Devers
- 1996 Eye for an Eye – als Angel Kosinsky
- 1995 Buffalo Girls – als Doosie
- 1994 Babyfever – als Eartha
- 1994 Angie – als verpleegster
- 1993 The Meteor Man – als Janice Farrell
- 1991 One Good Cop – als Cheryl Clark
- 1991 He Said, She Said – als Cindy
- 1989 Twister – als Lola
- 1988 Ich und Er – als secretaresse
- 1988 God Bless the Child – als Chandra Watkins
- 1984 Crackers – als Jasmine
- 1982 Hard Feelings – als Winona Lockhart
- 1979 Hair – als White Boys
- 1978 Cindy – als Cindy

### Televisieseries
Uitgezonderd eenmalige gastrollen.
- 2023 Secret Invasion - als Varra / Priscilla Fury - 5 afl.
- 2023 Anne Rice's Mayfair Witches - als Dolly Jean Mayfair - 4 afl.
- 2021 Animal Kingdom - als Pam Johnson - 3 afl.
- 2021 In Treatment - als Rhonda - 4 afl.
- 2019 - 2020 Prodigal Son - als dr. Gabrielle Le Deux - 5 afl.
- 2018 - 2019 Pose - als Helena St. Rogers - 8 afl.
- 2019 Sneaky Pete - als Hickey - 3 afl.
- 2002 – 2011 Law & Order: Special Victims Unit – als zuster Peg – 8 afl.
- 2008 Terminator: The Sarah Connor Chronicles – als Terissa Dyson – 2 afl.
- 2006 – 2007 ER – als Angela Gilliam – 7 afl.
- 1996 – 2000 Chicago Hope – als dr. Paula Michelson – 9 afl.
- 1994 Sweet Justice – als Harriet Battle-Wilkins – 2 afl.
- 1991 – 1993 The Fresh Prince of Bel-Air – als Janice – 4 afl.
- 1991 – 1992 Days of our Lives – als Desiree McCall - 13 afl.
- 1988 – 1989 Roseanne – als Vonda Green – 5 afl.

- Gemeinsame Normdatei: 134560825
- International Standard Name Identifier: 0000 0001 2012 8413
- Library of Congress Control Number: n94063829
- MusicBrainz: 51795cc8-652e-4495-a950-4e090efb6eb8
- Nationale Bibliotheek van Israël: 987007437644305171
- Virtual International Authority File: 22332010
- WorldCat: E39PBJwxKBXPYJPdpxFR8whJXd